# Dræb dragen
Dræb dragen (russisk: Убить дракона) er en sovjetisk-tysk spillefilm fra 1989 af Mark Zakharov.

## Medvirkende
- Aleksandr Abdulov - Lancelot
- Oleg Jankovskij
- Jevgenij Leonov
- Vjatjeslav Tikhonov
- Aleksandra Zakharova - Elsa